# Gürbüzler, Tunceli
Gürbüzler là một xã thuộc thành phố Tunceli, tỉnh Tunceli, Thổ Nhĩ Kỳ. Dân số thời điểm năm 2010 là 53 người.